# Ибн Туфайль
Абу́ Бакр Муха́ммад ибн Абдул-Ма́лик аль-Кайси, известный как Ибн Туфа́йль (Ибн-Туфейль, араб. ابو بكر محمد ابن عبد الملك ابن طفيل‎, Вади-Аш, ок.1110 — Марокко, 1185) — западноарабский философ, учёный и врач. В Европе был известен под латинизированным именем Абубацер (Abubacer).

## Биография
Родился в Вади-Аш. Работал врачом в Гранаде и секретарём эмира Танжера Абу Саида. В преклонном возрасте Ибн Туфайль становится визирем при дворе Альмохадов и одновременно занимает должность лекаря при халифе Абу Якубе Юсуфе ал-Мансуре (1163—1184). Во дворце ал-Мансура Ибн Туфайль общался со многими знаменитыми учеными Андалуса. В 1169 году познакомился и подружился с Ибн Рушдом.

## Повесть о Хайе, сыне Якзана
Единственное произведение Ибн Туфайля, сохранившееся до наших дней, — это «Повесть о Хайе, сыне Якзана» (полное название — «Повесть о Хайе, сыне Якзана, касающаяся тайн восточной мудрости, извлеченных из зёрен сущности высказываний главы философов Абу Али Ибн Сины имамом, знающим и совершенным философом Абу Бакром Ибн Туфайлем»; в латинском переводе повесть носила название — «Philosophus autodidactus»). Герой романа вырастает на необитаемом острове, где он появился на свет, самозародившись в «первичной глине». Выкармливает его газель, потерявшая детеныша; подрастая, он научается подчинять себе окружающую природу и отвлечённо мыслить, самостоятельно добывая всю сумму философских знаний человечества и достигая в конце экстатического единения с божеством.
Это произведение, повествующее о восхождении человека и его мышления от чувственного восприятия к дискурсивному и интуитивному познанию единого сущего, пользовалось большой популярностью как в эпоху Средневековья, так и в Новое время.

### Издания на русском языке
- Ибн-Туфейль. Роман о Хайе, сыне Якзана / Пер. И. П. Кузьмина // Избранные произведения мыслителей стран Ближнего и Среднего Востока IX—XIV вв. — М.: Соцэкгиз, 1961. — С. 329—394.
- Ибн Туфейль. Повесть о Хайе ибн Якзане / Пер. И. П. Кузьмина // Средневековая андалусская проза. — М.: Художественная литература, 1985. — С. 199—276.
- Ибн Туфейль. Повесть о Хайе, сыне Якзана / Пер. А. В. Сагадеева. — М.: Книга, 1988. — 400 с. — ISBN 5-212-00066-1.